# Puls
 For alternative betydninger, se Puls (flertydig). (Se også artikler, som begynder med Puls)
Puls er et udtryk for, hvor mange gange hjertet trækker sig sammen og pumper blod ud i minuttet. Denne bevægelse kaldes også for hjerteslag. 60 hjerteslag på et minut er en puls på 60. En puls på under 50 defineres som bradykardi (langsom puls), mens en puls på over 100 defineres som tachychardi (hurtig puls).
Hvis man arbejder hårdt, har musklerne brug for megen energi, det får hjertet til at øge aktiviteten. Omvendt vil pulsen blive lavere under hvile, da kroppen ikke er særlig aktiv.
Hjerteaktiviteten er meget individuel og afhænger bl.a. af fysisk kondition. Almindeligvis har de fleste mennesker en hvilepuls på 60, mens veltrænede kan nå ned på 40 – eller endnu mindre. De bedste Tour de France cykelryttere gennem tiden har haft en hvilepuls i omegnen af 30.[kilde mangler] Det skyldes, at hjertets slagvolumen er højere hos de veltrænede – der pumpes mere blod ud ved hvert slag, og at blodet kan transportere mere ilt. Det  opnås ved højdetræning eller doping.
Forskning har vist, at hvilepulsen har stor indvirkning på levetiden, og at en høj hvilepuls kan koste op til fem leveår.
Ud over formen påvirkes pulsen af faktorer som:
- Lufttemperatur
- Kroppens holdning
- Følelser
- Kropsstørrelse
- Medicin